# ヨハネス・シュミット

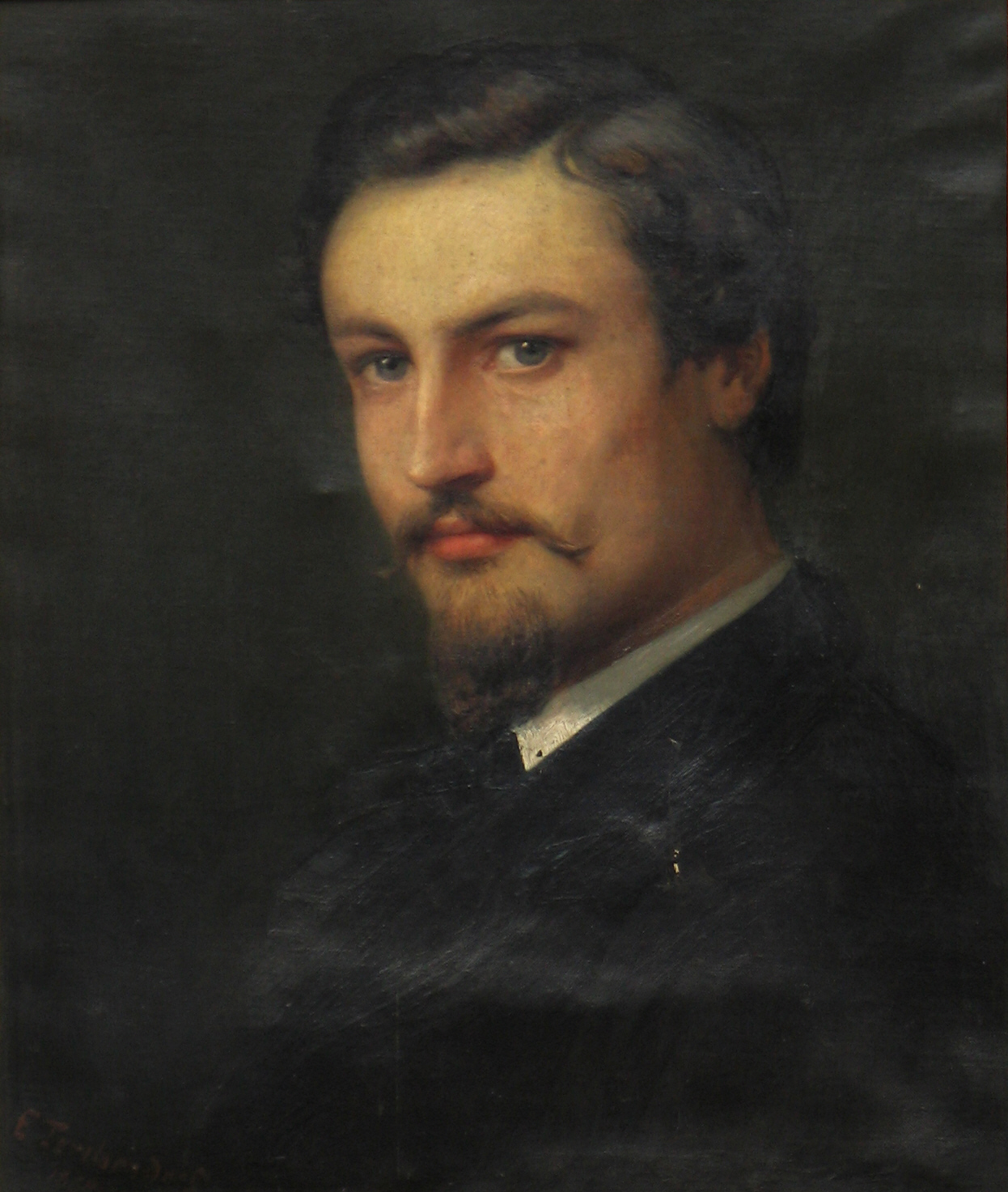
ヨハネス・シュミットの肖像画（1868年）

ヨハネス・シュミット（Johannes Schmidt, 1843年7月29日 - 1901年7月4日）は、ドイツの言語学者。言語発展の波紋説を唱えた。

## 生涯
プロイセン王国プレンツラウ（現ブランデンブルク州）に生まれる。アウグスト・シュライヒャーのもとで文献学を学び、印欧語族（特にスラヴ語）の研究者となった。1865年に博士号を取得し、その翌年からベルリンのギムナジウムに勤めた。1868年にはボン大学教授に招かれ、ゲルマン語・スラヴ語を講じた。
ここでDie Verwandtschaftsverhältnisse der indogermanischen Sprachen（インド・ゲルマン諸語の関係、1872年）を著し、波紋説を提唱した。これは、言語の新しい性質は波紋のように一点から始まって弱まりながら拡がっていくとする考えである。シュライヒャーの唱えた系統樹説に対立するものであるが、これには音韻法則を絶対視する当時の青年文法学派に対抗する意味があった。
現代の比較言語学は系統樹説を基礎としているが、波紋説は言語接触に関する理論の先駆けといえる。
1873年からグラーツ大学で文献学を講じ、1876年にはベルリン大学に移った。ベルリンにて没。